# Карцинологія
Карцинологія (від дав.-гр. καρκίνος — рак та λόγος — слово, вчення) — наука про ракоподібних, розділ зоології. Ракоподібні — велика (ймовірно, не менше 100.000 видів) та важлива з практичного погляду група членистоногих, тому вивченням ракоподібних займається значна кількість зоологів та екологів.
Карцинологію зазвичай розділяють на три основних розділи:
- копеподологію — вивчає веслоногих ракоподібних або копепод, чисельність яких становить від 10 до 20 тис. видів. Більшість з них — ектопаразити, які мешкають на хребетних та безхребетних тваринах, але є і вільноживучі види.
- кладоцерологію — вивчає гіллястовусих ракоподібних, або кладоцер. Останні є дрібними планктонними ракоподібними, яких відомо близько 400 видів, що належать до класу Зяброногих.
- декаподологію — вивчає десятиногих ракоподібних, або декапод. Останні є великим класом вищих ракоподібних, що включає у тому числі крабів, лангустів, омарів та креветок.

## Міжнародні конгреси
Періодично проводяться міжнародні карцинологічні конгреси. Шостий міжнародний карцинологічний конгрес відбувся в 2005 р. в університеті м. Глазго (Шотландія).

## Товариства
- The Carcinological Society of Japan — Національне карцинологічне товариство Японії.

## Журнали
Крім перерахованих нижче спеціалізованих журналів, статті з ракоподібних публікуються у інших зоологічних журналах, наприклад, «Hydrobiologia».
- Arthropoda Selecta — російський артроподологічний журнал (Росія, з 1992 р., статті англійською, з російським резюме)  [Архівовано 2 листопада 2010 у Wayback Machine.];
- Cancer — японський карцинологічний журнал (Японія, з 1991) ;
- Crustaceana — спеціалізований міжнародний карцинологічний журнал  [Архівовано 4 грудня 2011 у Wayback Machine.];
- Crustacean Research — японський карцинологічний журнал [недоступне посилання з квітня 2019]. Протягом 1963—1992 рр. виходив під назвою Researches on crustacean, а з 22 тома (1993) під сучасною назвою.
- Journal of Crustacean Biology — міжнародний карцинологічний журнал (з 1981) .

## Відомі карцинологи
- Чарльз Дарвін — його вузькою спеціалізацією була систематика та морфологія вусоногих раків (ряд Cirripedia).

### Українські карцинологи
- Криницький Іван Андрійович (1797—1838)
- Шманкевич Володимир Іванович (1830—1880)
- Дибовський Бенедикт (1833—1930)
- Паульсон Отто Михайлович (1834—1886)
- Кеппен Микола Олександрович (1845—1910)
- Чернявський Володимир Іванович (1846—1915)
- Совинський Василь Карлович (1853—1917)
- Семенкевич Юліан Миколайович (1859—1942)
- Караваєв Володимир Опанасович (1864—1939)
- Маркевич Олександр Прокопович (1905—1999)
- Грезе Іраїда Іванівна (1915—1982)
- Монченко Владислав Іванович (1932—2016)
- Бродський Семен Якович
- Комарова Тетяна Іванівна
- Макаров Юрій Миколайович
- Свєтлічний Леонід Стович
- Самчишина Лариса Володимирівна